# Al Samawa Football Club
O Al Samawa Football Club é um clube de futebol com sede em Samawa, Iraque. A equipe compete no Campeonato Iraquiano de Futebol.

## História
O clube foi fundado em 1963.